# All Hallows' Eve
All Hallows' Eve è un film del 2013 diretto da Damien Leone, al suo debutto alla regia.
Il film è formato da tre cortometraggi, due dei quali erano già stati girati dal regista tempo addietro e soprannominati The 9th Circle (2008) e Terrifier (2011), dove appare per la prima volta il personaggio di Art the Clown.
Nel 2022, dopo il successo dello spin-off Terrifier 2, il film è stato distribuito in Italia con il titolo Terrifier - L'inizio.
È l'unico film in cui Art the Clown è interpretato da un attore diverso da David Howard Thornton: Mike Giannelli.

## Trama
Sarah passa la notte di Halloween a lavorare come babysitter, tenendo d'occhio i piccoli Tia e Timmy per tutta la serata. Arrivato il momento di sapere quanti dolci hanno ricevuto, il ragazzino scopre di aver ricevuto una videocassetta senza alcun'insegna o titolo del film. Dopo alcune titubanze, la donna decide di far vedere il nastro della videocassetta ai bambini.
The 9th Circle: Il nastro all'inizio mostra un ospedale psichiatrico abbandonato, dove compaiono vari mostri, tra cui un terrificante clown, chiamato Art. Lo stesso clown riappare in una stazione ferroviaria, drogando una donna che stava aspettando il treno. La donna, che rivela di chiamarsi Casey, risvegliandosi intrappolata in un luogo sconosciuto, conosce altre due ostaggi del clown: Kristen e Sara. Casey cerca di scappare insieme alle altre due, ma Sara viene catturata e diventa la vittima sacrificale di un rituale satanico insieme al bambino che porta in grembo, sotto gli occhi dello stesso Satana. Kristen viene uccisa da un mostro e Casey cerca di fuggire da sola, ma incontra un uomo senza volto che le sbarra la strada. Anch'ella viene legata e Satana la osserva, preparandosi probabilmente a violentarla.
Sarah toglie la cassetta VHS dal registratore e manda i bambini a letto. Parlando al telefono con una sua amica, nota alcuni rumori al di fuori delle finestre che poi si scopriranno essere causati da alcuni bambini. Dopodiché rassicura Tia sull'inesistenza del clown, ma questo non spiega i vari rumori che avvengono nei dintorni. Annoiata dal film La notte dei morti viventi, Sarah decide di guardare il resto della pellicola VHS.
Cortometraggio inedito: Caroline, appena trasferita in una casa in campagna insieme al marito John, parla al cellulare con una sua amica e la informa di un quadro che ha creato il marito molto spettrale e tenebroso. Nello stesso istante, qualcosa cade nel giardino della casa, facendo andare in corto circuito e spaventando la donna. Dopo aver scoperto che la macchina è fuori uso, cerca di chiamare il marito, ma viene aggredita da un alieno. Dopo un inseguimento, l'alieno riesce a catturare Caroline, mentre quest'ultima svela il quadro del marito: un clown con le labbra nere.
Anche la babysitter incomincia a sentire strani rumori, ma li attribuisce a Tia e Timmy. Per distrarsi dal terrore, decide di guardare il resto della pellicola.
Terrifier: una costumista deve recarsi a New York per un nuovo film quando si ritrova a secco di benzina nel bel mezzo dell'autostrada. Recandosi a una stazione di rifornimento, vede il proprietario cacciare via un clown. L'uomo le dà la benzina necessaria per arrivare a destinazione, ma recandosi dentro, viene assassinato dal clown. La donna vede tutto e scappa il più lontano possibile con la macchina fino ad arrivare in una zona abbandonata. Il pagliaccio la raggiunge lo stesso, scavando un tunnel, e la ferisce sotto all'occhio. La donna riesce a reagire e a colpire l'occhio del clown. Scappata dalla zona abbandonata, ottiene l'aiuto di un passante. Il clown, rubando un'auto, spara al conducente della macchina, uccidendolo e causando un incidente. La donna si risveglia in una sala operatoria, dove il suo “chirurgo” è il clown in persona. Egli le ha amputato mani e gambe e inciso con un bisturi le parole “Cagna, Porca, Puttana, Stronza” sul suo corpo.
Terrorizzata dall'ultima parte della pellicola, Sarah spegne la televisione. Riceve la chiamata di una donna, che sembrerebbe la costumista della videocassetta. Sconcertata, nota che il televisore si accende da solo e che il clown la guarda con aria malvagia, con la cassetta che mostra il clown nel soggiorno dove si trova Sarah. Rotta la cassetta, la babysitter sente urlare i due ragazzi e si precipita al piano di sopra. Trova il clown ricoperto di sangue ridere del suo terrore, mentre nel letto si trovano le teste decapitate di Timmy e Tia.

## Distribuzione
La pellicola è uscita il 29 ottobre 2013 in versione DVD.

## Opere derivate

### Spin-off
Il regista Damien Leone ha ripreso il personaggio di Art the Clown in un film spin-off chiamato Terrifier, uscito nel 2016, con lo stesso titolo del cortometraggio del 2011. Nel 2022 è stato realizzato un secondo film della saga, intitolato Terrifier 2, seguito nel 2024 da Terrifier 3.